# Rathaus Osterholz-Scharmbeck
Das Rathaus Osterholz-Scharmbeck in der niedersächsischen Stadt Osterholz-Scharmbeck, Rathausstraße 1, Ecke Lindenstraße, stammt als Altbau vom Ende des 19. Jahrhunderts und als Neubau von 2003. Aktuell (2025) wird das ehemalige Armenhaus als Rathaus genutzt.
Das Gebäude steht unter Denkmalschutz (siehe auch Liste der Baudenkmale in Osterholz-Scharmbeck).

## Geschichte und Beschreibung
Die Stadt Osterholz-Scharmbeck mit aktuell über 30.000 Einwohnern entstand 1927 durch den Zusammenschluss der Orte Osterholz und Scharmbeck.
Das zweigeschossige traufständige verklinkerte historisierende Gebäude auf Sockel mit ziegelgedecktem Walmdach wurde 1891 als Armenhaus am damaligen Passweg gebaut. Die symmetrischen Fassaden erhielten zwei leicht hervortretende Seitenrisalite, den mittigen neoklassizistischen Eingang mit Giebel sowie rund- und segmentbögige Öffnungen, ein markantes Traufgesims als getrepptes Konsolenfries und ein geschossteilendes Gesims. Seit 1928 wurde es nach Umbauten als Rathaus mit dem Magistratsbüro und der Gemeindekasse genutzt. 2003 erfolgte eine weitere umfangreiche Sanierung (Entkernung) und der Verbund mit dem modernen, nördlichen Rathausbau von 2002/03 mit rund 5700 m² Nutzfläche sowie 105 Arbeitsräumen und 58 Funktionsräumen. Ein früherer mittiger Dachreiter mit Uhr wurde entfernt.
Das Landesdenkmalamt befand u. a.: „… die alten Fassaden blieben dabei [dem Umbau] erhalten …“
Im alten Rathausgebäude befinden sich aktuell u. a. die Büros des Bürgermeisters und des ersten Stellvertreters, der Trauraum des Standesamtes sowie Räume für den Bereich des Ordnungsamtes. Alle anderen Fachbereiche sind im Neubau zu finden.
Der dreigeschossige Neubau wurde 2002/03 nach Plänen der Architekten Kammel (Hagen in Westfalen) gebaut mit dem markanten Rundbau des Ratssaales. Vom Bürgerbüro aus, an der transparenten Eingangshalle, sind alle besucherintensiven Fachbereiche erdgeschossig zu erreichen. Um ein begrüntes Atrium sind viele Räume angeordnet. Der Altbau ist mit dem Neubau verbunden.